# TK-1
TK-1 — прототип польской танкетки межвоенного периода, ставший совместно с модификацией ТК-2 прародителем всего модельного ряда польских танкеток. Танкетка ТК-1 предназначалась для разведывательных действий, что определило её вооружение пулемётом калибра 7,9 или 7,92 мм и бронирование бронеплитами толщиной 3 мм.
Польша, будучи заинтересованной в оснащении армии бронетехникой, в конце 1920-х искала разрешение этого вопроса путём лицензионного приобретения у Vickers танкетки Carden-Loyd Mk.VI. После неудовлетворительных испытаний Mk.VI польское руководство решило разработать собственный образец по примеру британского. Разработкой танкетки в 1930 году занялись сотрудники Конструкторского бюро бронетанковых вооружений военно-инженерного научно-исследовательского института в Варшаве. 17 мая 1930 года образцы TK-1 и TK-2 были переданы армии. После испытаний единственный выпущенный ТК-1 был отправлен на доработку. Итоговая доработанная версия была принята на вооружение под обозначением TK-3.

## История
В 1925—1928 годах английские инженеры Джон Карден и Вивиан Лойд, основатели компании Carden-Loyd Tractor Co., разработали несколько проектов танкеток — небольших бронированных гусеничных машин. В основу создания этих одно- и двухместных конструкций легла несколько утопическая идея обеспечения каждого солдата собственной боевой машиной. Это было связано с теориями о полной механизации армии, продвигаемыми в то время в Великобритании. В 1928 году компания была поглощена концерном Vickers-Armstrong, и оба инженера были приняты на работу в его танковый отдел. В это время были созданы опытные образцы машин их конструкции, среди них был прототип танкетки Carden-Loyd Mk.VI. Благодаря обширной рекламной кампании он стал одним из самых известных бронеавтомобилей в мире того времени. Машины выпускались для нужд британской армии. Они были приняты на вооружение в количестве 348 штук. В основном использовались в качестве пулемётных машин, а также для разведки, перевозки крупнокалиберных пулемётов и миномётов, буксировки противотанковых орудий и легких гаубиц. Танкетка также стала экспортным хитом — её закупили не менее шестнадцати стран. Шесть из них также приобрели лицензию на его производство. Некоторые, следуя оригинальной конструкции, создали свои варианты (например, Т-27 в СССР).
Польша также была среди стран, заинтересованных в строительстве. 20 июня 1929 года на полигоне в Рембертуве состоялась первая демонстрация машины, поставленной представительством Vickers. Испытания показали, что машины обладают хорошими подвижностью и проходимостью, что вместе с малыми размерами делает их подходящими для нужд разведки. Также были проведены стрелковые испытания. Тогда было принято решение о закупке большей партии: были заказаны 10 танкеток и 5 гусеничных прицепов к ним, а также запчасти. Оборудование было доставлено во второй половине августа 1929 года. Из машин были сформированы два взвода, которые приняли участие в учениях.
Более подробные исследования, проходившие с сентября по декабрь 1929 года, показали и различные недостатки. В результате было установлено, что многие преимущества, рекламируемые в брошюрах Vickers-Armstrong, не соответствовали действительности. В основном пользователи жаловались на подвеску автомобиля. Её ужасное качество вызывало полное физическое истощение экипажа после долгой поездки. В связи с планируемой покупкой лицензии было запрошено множество конструктивных и технологических доработок. Компания Vickers-Armstrong отправила соответствующую документацию по изменениям.
В то же время в Польше предпринимались попытки усовершенствовать машины собственными силами. В 1-м автомобильном дивизионе под руководством поручика Станислава Марчевского была реконструирована ходовая часть двух машин. Добавлены колеса для поддержки верхней части гусеницы. Также были установлены полуэллиптические рессоры.
В конечном итоге от планов по запуску производства танкеток Carden-Loyd отказались. Считалось, что такие машины пригодятся для вооружения кавалерийских разведывательных частей. Однако было решено по примеру английской танкетки построить собственный танк. Потребность армии в этих машинах была установлена на уровне не менее 330 единиц.

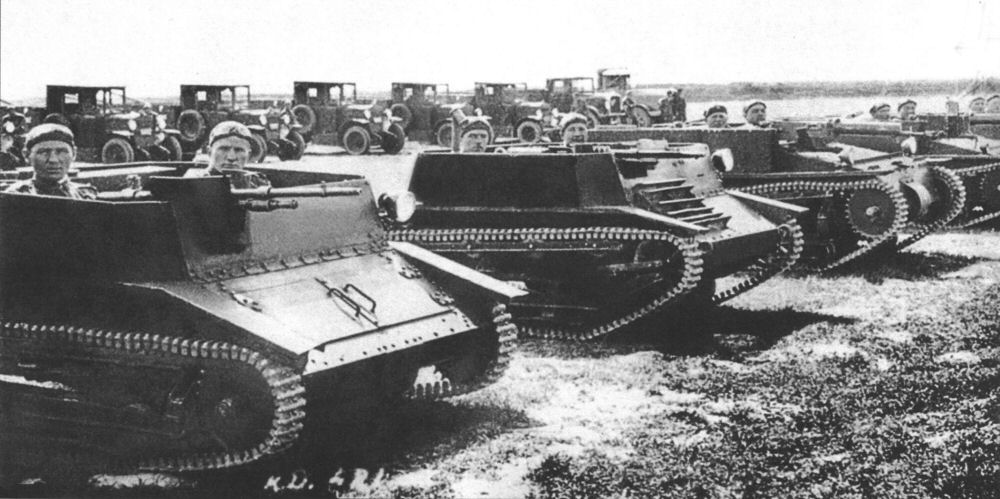
Слева направо: ТК-2, ТК-1, Карден-Лойд с доработанной подвеской

Подготовку проекта польской танкетки поручили сотрудникам Конструкторского бюро бронетанковых вооружений военно-инженерного научно-исследовательского института в Варшаве. Над ним работали майор-инженер Владислав Тжечак, капитан Эдвард Каркоз и инженер Эдвард Хабич. На основе подготовленной документации государственные автомастерские построили два опытных образца машины под названием «Легкий быстроходный танк 30». Они получили обозначения ТК-1 и ТК-2. Отличались те используемым двигателем — у TK-2 оставался, как и на «Карден-Лойде», Ford T, а TK-1 получил более новый Ford A, а также TK-1 имел ведущие колёса сзади, а TK-2 — спереди. Обе машины имели отличия от «Карден-Лойда»: они имели усовершенствованную подвеску, гусеницы были переработаны и усилены, а также изготовлены из марганцовистой стали. Испытания прототипа должны были привести к принятию оптимального варианта. Обе машины были переданы армии 17 мая 1930 года.
Начата серия сравнительных исследований. В связи с этим были запрошены изменения в конструкции. Оба прототипа были возвращены на завод для доработок. Усовершенствованные машины получили название «Czołg wz. 31». В то же время был заказан третий прототип, получивший обозначение «Легкий разведывательный танк ТК-3» (пол. Lekki czołg rozpoznawczy). Модернизированные машины вернулись на испытания в марте 1931 года. Были проведены обширные исследования, в том числе автопробег по маршруту Августов-Осовец-Гродно. До завершения всех испытаний, не дожидаясь их окончательных результатов, 14 июля 1931 года на вооружение Войска Польского была принята машина под названием ТК-3. Моделью для её производства стал третий прототип c тем же названием.

## Техническое описание
Танкетка ТК-1 оснащалась 4-тактным 4-цилиндровым двигателем Ford A мощностью 40 л.с с электростартером. Коробка передач механическая. Ходовая часть каждого борта состояла из пары тележек с двумя небольшими обрезиненными колёсами в каждой. Тележки соединялись листовыми рессорами, располагавшимися на боковой опоре рамы. Ведущее колесо находилось сзади машины, ленивец спереди. Траки гусениц были изготовлены из броневой  марганцовистой стали. Бортовая броня открытого сверху боевого отделения состояла из клёпаных стальных бронеплит толщиной 3 мм. Общая масса составляла 1,75 тонн. Вооружение состояло из одного пулемёта Hotchkiss wz.25 калибра 7,9 мм или Ckm wz. 30 калибра 7,92 мм. Экипаж включал механика-водителя, слева от пулемёта, и стрелка справа.
Регистрационный номер или номерной знак единственной ТК-1 был 6006.

## Название
До сих пор не удалось однозначно определить значение и происхождение аббревиатуры TK. Есть несколько версий. По одной из них, это первые буквы фамилий двух автоконструкторов: Тжечак (пол. Trzeciak) и Каркоз (пол. Karkoz). Другая версия — это инициалы полковника В. Т. Коссаковского — популяризатора строительства танков этого типа. Также предполагается, что это сокращение от слова «танкетка». В архивных документах машины назывались также «TK wz. 30», «Tek 1001» и «Czołg X».